# Fontcoberta
Fontcoberta (em catalão e oficialmente) ou Fontcuberta (em castelhano) é um município da Espanha na comarca de Pla de l'Estany, província de Girona, comunidade autónoma da Catalunha. Tem 17,3 km² de área e em 2021 tinha 1 468 habitantes (densidade: 84,9 hab./km²).

## Demografia
| Variação demográfica do município entre 1991 e 2004 | Variação demográfica do município entre 1991 e 2004 | Variação demográfica do município entre 1991 e 2004 | Variação demográfica do município entre 1991 e 2004 |
| --------------------------------------------------- | --------------------------------------------------- | --------------------------------------------------- | --------------------------------------------------- |
| 1991                                                | 1996                                                | 2001                                                | 2004                                                |
| 923                                                 | 1015                                                | 1178                                                | 1145                                                |